# Lambrecht Van Ryswyck
Lambrecht van Ryswyck (Antwerpen, 3 mei 1822 - 24 juli 1894) was een Vlaams dichter en kunstsmid.

## Levensloop
Lambrecht was een broer van Jan-Baptist van Ryswyck en van Theodoor van Ryswyck, en een oom van burgemeester Jan van Rijswijck.
Zoals zijn broers Theodoor en Jan-Baptist, schreef hij volkse gedichten, die onder meer verschenen in Het Taelverbond en in Nederduitsch Overzicht. Hij bereikte echter niet dezelfde snedige pittigheid.
Hij schreef ook enkele toneelstukken, maar die vielen zwak uit.
Hij was beroepshalve kunstsmid en zijn werk werd gewaardeerd.
In 1871 was hij medestichter van de Nederduitsche Bond en was er enkele keren voorzitter van. In 1878 werd hij voorzitter van de Commissie der Krijgsdienstbaarheden. 
In tegenstelling tot zijn beide broers, was Lambrecht een trouw aanhanger van de katholieke zuil, meer bepaald van de Meetingpartij. Hij werd lid van de Katholieke Partij of Grondwettelijke en Conservatieve Vereniging en zette zich in voor de katholieke scholen en voor de christelijke volksbeweging.

## Jan Van Ryswyck
De schilder en beeldhouwer Jan Van Ryswyck (Antwerpen, 17 mei 1892 - 23 februari 1953) was een kleinzoon van Lambrecht. Op jonge leeftijd vertoefde hij in het artistieke milieu van Montmartre. Na soldatendienst van 1914 tot 1918, woonde hij in Brussel, daarna in de Provence, en vervolgens op een boot die op de Schelde rondzwierf. In 1938 trouwde hij en woonde voortaan in Antwerpen. In 1948 werd hij leraar hoofd- en sieraadtekenen aan de Antwerpse academie. Hij bezweek aan een hartaanval in de bibliotheek van deze instelling.